# Farre Sogn
Farre Sogn (bis 1. Oktober 2010: Farre Kirkedistrikt  (dt.: Kirchenbezirk) im Give Sogn) ist eine Kirchspielsgemeinde (dän.: Sogn)  im südlichen Dänemark. Bis zum 1. Oktober 2010 war sie lediglich ein Kirchenbezirk im Give Sogn. Als zu diesem Termin sämtliche Kirchenbezirke Dänemarks aufgelöst wurden, wurde sie ein selbständiges Sogn.
Im Kirchspiel leben 558 Einwohner, davon 344 im Kirchdorf (Stand: 1. Januar 2023). Im Kirchspiel liegt die Kirche „Farre Kirke“.

## Geschichte
Bis 1970 gehörte Give Sogn zur Harde Norvang Herred im damaligen Vejle Amt, danach zur Give Kommune im
erweiterten
Vejle Amt, die im Zuge der  Kommunalreform zum 1. Januar 2007 in der
Vejle Kommune in der Region Syddanmark aufgegangen ist.